# Diospyros touranensis
Diospyros touranensis är en tvåhjärtbladig växtart som beskrevs av Paul Lecomte. Diospyros touranensis ingår i släktet Diospyros och familjen Ebenaceae. Inga underarter finns listade i Catalogue of Life.